# Симао Саброза
Сима̀о Пѐдро Фонсѐка Сабро̀за (на португалски: Simão Pedro Fonseca Sabrosa, изговаря се най-близко до Симау Педру Фонсекъ Съброзъ, в България неправилно изписван и като Шимао) е бивш португалски футболист-национал, полузащитник.

## Кариера
Професионалната му кариера започва през 1997 г. като играч на португалския Спортинг Лисабон. От 2007 г. е играч на Атлетико Мадрид. През сезон 2009\2010 идва в турския Бешикташ. Дебютира в националния отбор на Португалия през 1998 г., за който има отбелязани 22 гола в 85 мача.